# Oreamuno (tổng)
Oreamuno là một tổng trong tỉnh Cartago, Costa Rica. Tổng này có diện tích 202,31 km², dân số năm 2008 là 44403 người..